# Sakis Papadimitriou
Sakis Papadimitriou (* 1. Mai 1940 in Kavala) ist ein griechischer Musiker (Piano) und Publizist, der auch als Rundfunkmoderator wirkte.

## Wirken
Papadimitriou war bereits Anfang der 1960er Jahre eine der treibenden Kräfte hinter der noch kleinen griechischen Jazz- und Improvisationsszene; 1963 veröffentlichte er ein Buch über Jazz. Seine Radiosendungen (ab 1975) und Artikel in der Zeitschrift TZAZ trugen dazu bei, ein informiertes Publikum für den Jazz in seiner freien Form zu schaffen. Papadimitriou bildete mit dem Klarinettisten Floros Floridis das erste freie Musikduo Griechenlands, das zwar das Album Improvising at Barakos (1979) aufnahm, aber aufgrund von musikalischen und persönlichen Differenzen nur kurzlebig war. Papadimitriou arbeitete dann mit anderen griechischen Musikern wie dem Bassisten Mihalis Siganidis, dem Schlagzeuger Lefteris Agouridakis, der Sängerin Georgia Sylleou oder dem Schlagzeuger Christos Yermenoglou zusammen; dennoch besteht seine Diskographie überwiegend aus Klavier-Soloaufnahmen, zumeist bei Leo Records veröffentlicht. Besonders auffallend ist sein Zupfen, Streichen und Anschlagen der Saiten des Instruments im Innenraum des Klaviers.
Er ist nicht mit dem gleichnamigen Gitarristen (* 1961) zu verwechseln.